# Nedrček
Nedrček (tudi modrček ali modrc) je del ženskega perila, ki pokriva, podpira in oblikuje prsi skladno z vsakokratnimi lepotnimi ideali. Pred 20. stoletjem so si plemkinje in meščanke podpirale prsi s trdimi životci in stezniki, kmetice in delavke so nosile s platnom podložene in prevezane ali spete životke, prišite na krilo z životcem. Nedrček kot kos perila so začele uporabljati premožnejše ženske na začetku 20. stoletja. Sprva ni bil oblikovan po prsih, temveč jih je v obliki oprijetega životca le pokrival, glede na lepotni nazor dvajsetih let 20. stoletja celo sploščal. Od konca dvajsetih let so se uveljavljali nedrčki oblikovani z vloženimi kostmi, penastimi ali silikonskimi vložki in košaricami. Nedrček se v vsakdanji opravi kmetic in delavk ni uveljavil do 2. svetovne vojne, šele nekaj desetletij pozneje je prišel v veljavo tudi med starejšimi.